# Frequência angular de Planck
A frequência angular de Planck é a unidade de frequência angular, notada por ωP, no sistema de unidades naturais conhecido como unidades de Planck.  
{\displaystyle \omega _{p}={\frac {1}{t_{p}}}={\sqrt {\frac {c^{5}}{\hbar G}}}\approx } 1.85487 × 1043 s-1
onde
{\displaystyle c} é a velocidade da luz no vácuo
{\displaystyle \hbar } é a constante de Planck reduzida
{\displaystyle G} é a constante gravitacional